# Isebel
Isebel ist in der Bibel der Name zweier Frauen, einer Frau aus dem Alten Testament und einer aus dem Neuen Testament.

## Etymologie
Der hebräische feminine Personenname אִיזֶבֶל ’îzævæl, deutsch ‚Isebel‘ ist vermutlich ein Fragesatz, bestehend aus dem Fragewort אֵי ’aj, deutsch ‚Wo?‘ und dem Substantiv זבל zvl, deutsch ‚Hoheit‘ und lässt sich mit „Wo ist Hoheit?“ übersetzen. Damit ähnelt dieser Name seiner Struktur nach den Namen Ehud (אֵהוּד ’ehûd, deutsch ‚Wo ist Hoheit?‘), Ijob (אִיּוֹב ’îjôv, deutsch ‚Wo ist der Vater?‘), Ikabod (אִי־כָבוֹד ’î-khāwôd, deutsch ‚Wo ist Ehre?‘) und Iëser (אִיעֶזֶר ’î‘æzær, deutsch ‚Wo ist Hilfe?‘). Vergleichen lassen sich ferner der inschriftlich überlieferte Name YZBL und der punische Name בעלאזבל b‘l’zbl.
Die Septuaginta gibt den Namen mit Ιεζάβελ Iezabel wieder, die Vulgata mit Hiezabel.

## Altes Testament

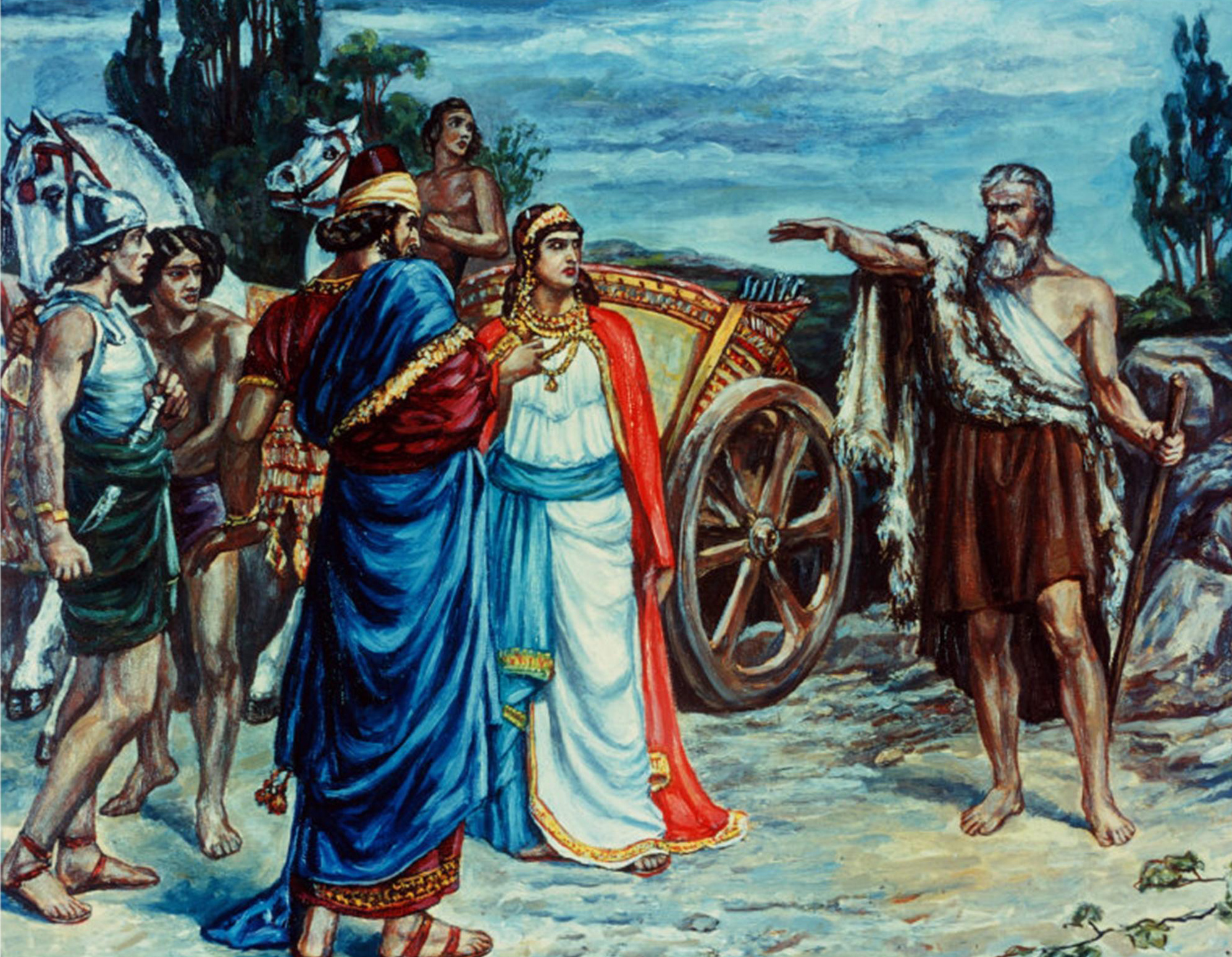
Isebel und Ahab treffen Elija, Bild von Sir Francis Dicksee (1853–1928)

Bekannteste Namensvertreterin ist die phönizische Prinzessin Isebel im 9. Jahrhundert v. Chr. und Tochter des Königs Etbaal von Sidon oder nach neuerer Forschung von Tyros in Phönizien.
Isebel heiratete König Ahab von Israel, den sie der biblischen Erzählung in 1 Kön 16,29–34  zufolge dazu brachte, sich von JHWH ab- und ihren phönizischen Göttern zuzuwenden. Die dadurch durchweg negative Aufnahme Isebels in die Schriften des Alten Testaments dürfte schon älter sein als das Deuteronomistische Geschichtswerk.
Im Alten Testament wird Isebel die Verantwortung für Ahabs Missetaten gegeben. Ihr wird vorgeworfen, für die Ermordung zahlreicher JHWH-Propheten verantwortlich zu sein, so dass sie zur Feindin Elijas wird. Als Elija durch ein „Gottesurteil“ klären will, wer eine mehr als drei Jahre anhaltende Dürre verschuldet hat bzw. beenden kann, lässt er durch Ahab die Propheten verschiedener Glaubensrichtungen auf dem Berg Karmel versammeln. Elija spricht zu Ahab:

„Wohlan, so sende nun hin und versammle zu mir ganz Israel auf den Berg Karmel und die vierhundertundfünfzig Propheten Baals, auch die vierhundert Propheten der Aschera, die vom Tisch Isebels essen.“

Isebels Charakter wird auch durch die Erzählung von Naboths Weinberg in 1 Kön 21  verdeutlicht, wonach zunächst König Ahab dem Naboth vergeblich einen Weinberg abzukaufen versuchte. Daraufhin griff Isebel ein: Sie beschuldigte Naboth, er hätte Gott und König gelästert, und ließ ihn steinigen. Auch nach dem Tod König Ahabs verfügte sie über starken Einfluss, da ihre Söhne Ahasja und Joram Könige in Israel wurden. Ebenso wie ihre Söhne kam allerdings auch Isebel gewaltsam ums Leben. Nach 2 Kön 9,30–37  wurde sie auf Veranlassung von Jehu aus dem Fenster geworfen. Ihre Leiche wurde zum Fraß von Hunden, wie es ihr von Elija prophezeit worden war.

„… und sie schrieb Briefe unter Ahabs Namen und versiegelte sie …“

Marjo Korpel von der Universität Utrecht konnte 2007 das im Israel Museum in Jerusalem aufbewahrte phönikische Siegel der Königin Isebel identifizieren.
Der Legende nach gilt Isebel als Großtante von Dido, der Gründerin Karthagos. Der biblische Bericht hat dazu beigetragen, dass der Name Isebel zum Synonym für eine hinterhältige, boshafte Frau geworden ist.
Siehe auch: Phönizische Religion

## Neues Testament
Auch in Offb 2,20  tritt eine Isebel auf; diese Isebel ist eine Prophetin in der Stadt Thyatira. Ihr wird vorgeworfen, sie verführe Christen zu Unzucht und dazu, Götzenopfer zu essen. Möglicherweise verwendet der Autor der Offenbarung hier den Namen Isebel, um Assoziationen des alttestamentlichen Vorbilds zu wecken.

## Rezeption
Im Tafelservice berühmter Frauen von Vanessa Bell und Duncan Grant von 1934 ist Isebel (englisch Jezebel) ein Teller „Jezebel“ gewidmet.
In der Fernsehserie The Handmaid’s Tale – Der Report der Magd nach dem Roman Der Report der Magd der kanadischen Autorin Margaret Atwood gibt es ein Bordell namens Jezebel, welches die Kommandanten aufsuchen.
Die US-amerikanische Autorin historischer Romane Michelle Moran veröffentlichte 2003 einen Roman, der Isebels Geschichte aus ihrer eigenen Sicht erzählt. In der phönizischen Gesellschaft aufgewachsen, die Frauen relativ viel Freiheiten und teilweise auch Machtpositionen einräumte, heiratet sie den israelischen König Ahab und erlebt den intensiven Kulturschock mit der patriarchalen Kultur Israels.
Die australische Rockband The Jezabels hat sich nach der biblischen Figur Isebel benannt.